# Torsten Pedersén
Bror Agne Torsten Pedersén, född 21 augusti 1907 i Malmö, död 2 juli 1973, var en svensk målare.
Han var son till skomakaren Anton Marius Pedersén och Ida Maria Roslund. Pedersén var som konstnär autodidakt och bedrev självstudier under studieresor till Frankrike, Spanien och Norge. Separat ställde han ut i bland annat Vittsjö, Osby, Vetlanda, Ånge och Simrishamn. Han medverkade i samlingsutställningar med Malmö konstförening. Hans konst består av stilleben, figurer och landskap utförda i olja, pastell, akvarell eller gouache. Pedersén är begravd på Sankt Pauli södra kyrkogård i Malmö.